# Liste der Orte im Landkreis Dahme-Spreewald

Wappen des Kreises

Diese Liste enthält Siedlungen und Orte des Landkreises Dahme-Spreewald in Brandenburg. Zusätzlich angegeben sind – falls vorhanden – der niedersorbische Name, die Art der Gemeinde sowie die Gemeindezugehörigkeit. Durch Klicken auf das Pfeil-Symbol in der Titelzeile kann die Liste nach den einzelnen Parametern sortiert werden.
Grundlage für die Angaben sind die beim Online-Dienstleistungsportal des Landes Brandenburg abrufbaren Daten (Stand. 1. Januar 2009). 415 Siedlungen sind in dieser Liste aufgenommen. Nicht aufgeführt sind durch Braunkohletagebaue devastierte Siedlungen wie beispielsweise Stoßdorf.
In der Spalte Sorbischer Name ist der offiziell im Land Brandenburg geführte sorbische Name genannt. Im Landkreis Dahme-Spreewald führen sieben Gemeinden offiziell zweisprachige Namen.

## Liste
| Ortsname                | Sorbischer Name           | Art          | Zugehörigkeit                                     |
| ----------------------- | ------------------------- | ------------ | ------------------------------------------------- |
| Abzweigung              | –                         | Wohnplatz    | Mittenwalde                                       |
| Alt Zauche              | Stara Niwa                | Ortsteil     | Amt Lieberose/Oberspreewald Alt Zauche-Wußwerk    |
| Alt Zaucher Mühle       | Staroniwański Młyn        | Wohnplatz    | Amt Lieberose/Oberspreewald Alt Zauche-Wußwerk    |
| Alte Ziegelei           | –                         | Wohnplatz    | Heideblick                                        |
| Alteno                  | –                         | Gemeindeteil | Luckau                                            |
| Altgolßen               | –                         | Gemeindeteil | Amt Unterspreewald Golßen                         |
| Alt-Schadow             | Stary Škódow              | Ortsteil     | Märkische Heide                                   |
| Am Krummen See          | –                         | Wohnplatz    | Mittenwalde                                       |
| Am Pätzer See           | –                         | Wohnplatz    | Amt Schenkenländchen Groß Köris                   |
| Am Rohga                | –                         | Wohnplatz    | Amt Schenkenländchen Groß Köris                   |
| Am See                  | Pśi Jazorje               | Gemeindeteil | Amt Lieberose/Oberspreewald Byhleguhre-Byhlen     |
| Am See                  | Pśi Jazorje               | Gemeindeteil | Amt Lieberose/Oberspreewald Neu Zauche            |
| Am Steinberg            | –                         | Wohnplatz    | Königs Wusterhausen                               |
| Andreasmühle            | –                         | Wohnplatz    | Heideblick                                        |
| Ausbau                  | –                         | Wohnplatz    | Bestensee                                         |
| Baroldmühle             | Baroldowy młyn            | Wohnplatz    | Amt Lieberose/Oberspreewald Lieberose             |
| Beesdau                 | –                         | Ortsteil     | Heideblick                                        |
| Behlow                  | Bělow                     | Gemeindeteil | Amt Lieberose/Oberspreewald Lieberose             |
| Bergen                  | –                         | Ortsteil     | Luckau                                            |
| Bergschäferei           | –                         | Wohnplatz    | Heidesee                                          |
| Bergschänke             | –                         | Wohnplatz    | Heideblick                                        |
| Bestensee               | –                         | Gemeinde     | Bestensee                                         |
| Biebersdorf             | Njacyna                   | Ortsteil     | Märkische Heide                                   |
| Bindow                  | –                         | Ortsteil     | Heidesee                                          |
| Bindowbrück             | –                         | Wohnplatz    | Königs Wusterhausen                               |
| Bindow-Dorf             | –                         | Wohnplatz    | Heidesee                                          |
| Bindow-Süd              | –                         | Wohnplatz    | Heidesee                                          |
| Birkenhainchen          | Brjazynka                 | Wohnplatz    | Märkische Heide                                   |
| Birkholz                | –                         | Ortsteil     | Amt Schenkenländchen Münchehofe                   |
| Blasdorf                | Brjazka                   | Ortsteil     | Amt Lieberose/Oberspreewald Lieberose             |
| Blossin                 | –                         | Ortsteil     | Heidesee                                          |
| Boddinsfelde            | –                         | Gemeindeteil | Mittenwalde                                       |
| Börnichen               | Bórnice                   | Gemeindeteil | Lübben (Spreewald)                                |
| Bornsdorf               | –                         | Ortsteil     | Heideblick                                        |
| Botta                   | Błota                     | Wohnplatz    | Märkische Heide                                   |
| Brand                   | –                         | Gemeindeteil | Amt Schenkenländchen Halbe                        |
| Brandmühle              | –                         | Wohnplatz    | Amt Unterspreewald Drahnsdorf                     |
| Briesen                 | –                         | Ortsteil     | Amt Schenkenländchen Halbe                        |
| Briesensee              | Brjazyna nad Jazorom      | Ortsteil     | Amt Lieberose/Oberspreewald Neu Zauche            |
| Brusendorf              | –                         | Ortsteil     | Mittenwalde                                       |
| Bückchen                | Bukowka                   | Gemeindeteil | Märkische Heide                                   |
| Bukoitza                | Bukojca                   | Wohnplatz    | Lübben (Spreewald)                                |
| Burghof                 | Grodowy Dwór              | Wohnplatz    | Amt Lieberose/Oberspreewald Spreewaldheide        |
| Burglehn                | Bórklin                   | Gemeindeteil | Amt Lieberose/Oberspreewald Alt Zauche-Wußwerk    |
| Buschhäuser             | Pśi Krjach                | Wohnplatz    | Märkische Heide                                   |
| Buschmühle              | Błotny Młyn               | Wohnplatz    | Amt Unterspreewald Schlepzig                      |
| Buschmühle              | Błotny Młyn               | Gemeindeteil | Amt Lieberose/Oberspreewald Straupitz (Spreewald) |
| Butzen                  | Bucyn                     | Ortsteil     | Amt Lieberose/Oberspreewald Spreewaldheide        |
| Byhleguhre              | Běła Góra                 | Ortsteil     | Amt Lieberose/Oberspreewald Byhleguhre-Byhlen     |
| Byhlen                  | Bělin                     | Ortsteil     | Amt Lieberose/Oberspreewald Byhleguhre-Byhlen     |
| Cahnsdorf               | –                         | Ortsteil     | Luckau                                            |
| Calauer Vorstadt        | –                         | Wohnplatz    | Luckau                                            |
| Caminchen               | Kamjeńki                  | Ortsteil     | Amt Lieberose/Oberspreewald Neu Zauche            |
| Caule                   | –                         | Gemeindeteil | Luckau                                            |
| Damme                   | –                         | Wohnplatz    | Amt Lieberose/Oberspreewald Lieberose             |
| Damsdorf                | –                         | Gemeindeteil | Amt Unterspreewald Steinreich                     |
| Dannenreich             | –                         | Ortsteil     | Heidesee                                          |
| Deutsch Wusterhausen    | –                         | Gemeindeteil | Königs Wusterhausen                               |
| Diepensee               | –                         | Ortsteil     | Königs Wusterhausen                               |
| Doberburg               | Dobrośice                 | Ortsteil     | Amt Lieberose/Oberspreewald Lieberose             |
| Dolgenbrodt             | –                         | Ortsteil     | Heidesee                                          |
| Dollgen                 | Dołgi                     | Ortsteil     | Märkische Heide                                   |
| Drahnsdorf              | –                         | Ortsteil     | Amt Unterspreewald Drahnsdorf                     |
| Drauschemühle           | –                         | Wohnplatz    | Heideblick                                        |
| Drei Linden             | –                         | Wohnplatz    | Luckau                                            |
| Duben                   | –                         | Ortsteil     | Luckau                                            |
| Dudel                   | –                         | Wohnplatz    | Heidesee                                          |
| Dürrenhofe              | Dwóry                     | Ortsteil     | Märkische Heide                                   |
| Egsdorf                 | –                         | Ortsteil     | Luckau                                            |
| Egsdorf                 | –                         | Ortsteil     | Amt Schenkenländchen Teupitz                      |
| Eichbusch               | –                         | Wohnplatz    | Amt Unterspreewald Steinreich                     |
| Eichwalde               | –                         | Gemeinde     | Eichwalde                                         |
| Elisabethhütte          | –                         | Wohnplatz    | Amt Lieberose/Oberspreewald Jamlitz               |
| Ellerborn               | Wólšyny                   | Gemeindeteil | Lübben (Spreewald)                                |
| Falkenberg              | –                         | Ortsteil     | Heideblick                                        |
| Falkenhain              | –                         | Ortsteil     | Amt Unterspreewald Drahnsdorf                     |
| Falkenhorst             | –                         | Wohnplatz    | Zeuthen                                           |
| Fischerhaus             | –                         | Wohnplatz    | Amt Unterspreewald Golßen                         |
| Fischerhaus             | –                         | Wohnplatz    | Amt Lieberose/Oberspreewald Jamlitz               |
| Försterei Schönwalde    | –                         | Wohnplatz    | Amt Unterspreewald Schönwald                      |
| Forsthaus Brand         | –                         | Wohnplatz    | Amt Unterspreewald Krausnick-Groß Wasserburg      |
| Forsthaus Buchenhain    | Gólnikaŕnja Grabowina     | Wohnplatz    | Amt Unterspreewald Schlepzig                      |
| Forsthaus Buschmeierei  | –                         | Wohnplatz    | Amt Schenkenländchen Groß Köris                   |
| Forsthaus Dubrow        | –                         | Wohnplatz    | Heidesee                                          |
| Forsthaus Frauensee     | –                         | Wohnplatz    | Heidesee                                          |
| Forsthaus Hammelstall   | –                         | Wohnplatz    | Amt Schenkenländchen Halbe                        |
| Forsthaus Löpten        | –                         | Wohnplatz    | Amt Schenkenländchen Groß Köris                   |
| Forsthaus Marienberg    | Gólnikaŕnja Marijina Góra | Wohnplatz    | Märkische Heide                                   |
| Forsthaus Meierei       | –                         | Wohnplatz    | Amt Unterspreewald Krausnick-Groß Wasserburg      |
| Forsthaus Prieros       | –                         | Wohnplatz    | Heidesee                                          |
| Forsthaus Sauberg       | –                         | Wohnplatz    | Heidesee                                          |
| Forsthaus Schenze       | –                         | Wohnplatz    | Amt Unterspreewald Schönwald                      |
| Forsthaus Schlepzig     | Slopišćańska Gólnikaŕnja  | Wohnplatz    | Amt Unterspreewald Schlepzig                      |
| Forsthaus Schützenhaus  | Gólnikaŕnja-Stśělnica     | Wohnplatz    | Amt Lieberose/Oberspreewald Alt Zauche-Wußwerk    |
| Forsthaus Semmelei      | –                         | Wohnplatz    | Amt Schenkenländchen Halbe                        |
| Forsthaus Waldeck       | –                         | Wohnplatz    | Mittenwalde                                       |
| Frankendorf             | –                         | Gemeindeteil | Luckau                                            |
| Freesdorf               | –                         | Ortsteil     | Luckau                                            |
| Freidorf                | –                         | Ortsteil     | Amt Schenkenländchen Halbe                        |
| Freiimfelde             | –                         | Gemeindeteil | Luckau                                            |
| Freiwalde               | –                         | Ortsteil     | Amt Unterspreewald Bersteland                     |
| Friedersdorf            | –                         | Ortsteil     | Heidesee                                          |
| Friedrichsbauhof        | –                         | Gemeindeteil | Heidesee                                          |
| Friedrichshof           | –                         | Ortsteil     | Amt Unterspreewald Rietzneuendorf-Staakow         |
| Friedrichshof           | –                         | Gemeindeteil | Heidesee                                          |
| Friedrichshöhe          | –                         | Wohnplatz    | Amt Lieberose/Oberspreewald Lieberose             |
| Fürstlich Drehna        | –                         | Ortsteil     | Luckau                                            |
| Gallun                  | –                         | Ortsteil     | Mittenwalde                                       |
| Galluner Müllerhaus     | –                         | Wohnplatz    | Mittenwalde                                       |
| Garrenchen              | –                         | Gemeindeteil | Luckau                                            |
| Gehren                  | –                         | Ortsteil     | Heideblick                                        |
| Gersdorf                | –                         | Gemeindeteil | Amt Unterspreewald Golßen                         |
| Gießmannsdorf           | –                         | Ortsteil     | Luckau                                            |
| Glienig                 | –                         | Ortsteil     | Amt Unterspreewald Steinreich                     |
| Glietz                  | Zglic                     | Ortsteil     | Märkische Heide                                   |
| Glunzbusch              | –                         | Gemeindeteil | Bestensee                                         |
| Golßen                  | –                         | Stadt        | Amt Unterspreewald Golßen                         |
| Görlsdorf               | –                         | Ortsteil     | Luckau                                            |
| Goschen                 | –                         | Ortsteil     | Amt Lieberose/Oberspreewald Lieberose             |
| Goßmar                  | –                         | Ortsteil     | Heideblick                                        |
| Goyatz                  | Gójac                     | Ortsteil     | Amt Lieberose/Oberspreewald Schwielochsee         |
| Gräbendorf              | –                         | Ortsteil     | Heidesee                                          |
| Grenze                  | Granica                   | Wohnplatz    | Märkische Heide                                   |
| Grobba                  | Groby                     | Gemeindeteil | Amt Lieberose/Oberspreewald Byhleguhre-Byhlen     |
| Gröditsch               | Groźišćo                  | Ortsteil     | Märkische Heide                                   |
| Groß Besten             | –                         | Gemeindeteil | Bestensee                                         |
| Groß Köris              | –                         | Gemeinde     | Amt Schenkenländchen Groß Köris                   |
| Groß Leine              | Wjelike Linje             | Ortsteil     | Märkische Heide                                   |
| Groß Leuthen            | Lutol                     | Ortsteil     | Märkische Heide                                   |
| Groß Liebitz            | Wjelike Libice            | Gemeindeteil | Amt Lieberose/Oberspreewald Schwielochsee         |
| Groß Lubolz             | Wjelike Lubolce           | Wohnplatz    | Lübben (Spreewald)                                |
| Groß Wasserburg         | –                         | Ortsteil     | Amt Unterspreewald Krausnick-Groß Wasserburg      |
| Großziethen             | –                         | Ortsteil     | Schönefeld                                        |
| Grünswalde              | –                         | Gemeindeteil | Heideblick                                        |
| Guhlen                  | Gólin                     | Gemeindeteil | Amt Lieberose/Oberspreewald Schwielochsee         |
| Gussow                  | –                         | Ortsteil     | Heidesee                                          |
| Halbe                   | –                         | Gemeindeteil | Amt Schenkenländchen Groß Köris                   |
| Halbe                   | –                         | Gemeinde     | Amt Schenkenländchen Halbe                        |
| Hammer                  | –                         | Wohnplatz    | Amt Schenkenländchen Groß Köris                   |
| Hankelsablage           | –                         | Wohnplatz    | Zeuthen                                           |
| Hartmannsdorf           | Hartmanojce               | Ortsteil     | Lübben (Spreewald)                                |
| Heideberg               | –                         | Wohnplatz    | Zeuthen                                           |
| Heidewirtschaft         | –                         | Wohnplatz    | Heideblick                                        |
| Hermsdorf               | –                         | Ortsteil     | Amt Schenkenländchen Münchehofe                   |
| Hermsdorfer Mühle       | –                         | Wohnplatz    | Amt Schenkenländchen Münchehofe                   |
| Herrlichenrath          | –                         | Wohnplatz    | Amt Schenkenländchen Märkisch Buchholz            |
| Hilles Ansiedlung       | –                         | Wohnplatz    | Amt Lieberose/Oberspreewald Lieberose             |
| Hintersiedlung          | –                         | Gemeindeteil | Bestensee                                         |
| Hochland                | –                         | Wohnplatz    | Zeuthen                                           |
| Hoffnungsbay            | Zalew Naźeje              | Wohnplatz    | Amt Lieberose/Oberspreewald Schwielochsee         |
| Hohenbrück              | Wusoki Móst               | Gemeindeteil | Märkische Heide                                   |
| Hohenbrück-Neu Schadow  | Wusoki Móst-Nowy Škódow   | Ortsteil     | Märkische Heide                                   |
| Hohendorf               | –                         | Gemeindeteil | Amt Unterspreewald Steinreich                     |
| Hoherlehme              | –                         | Gemeindeteil | Wildau                                            |
| Hollbrunn               | –                         | Gemeindeteil | Amt Lieberose/Oberspreewald Lieberose             |
| Horst                   | Wótšow                    | Gemeindeteil | Amt Lieberose/Oberspreewald Straupitz (Spreewald) |
| Hüttenplatz             | Hutownja                  | Wohnplatz    | Märkische Heide                                   |
| Jamlitz                 |                           | Gemeinde     | Amt Lieberose/Oberspreewald Jamlitz               |
| Jessern                 | Jaserń                    | Ortsteil     | Amt Lieberose/Oberspreewald Schwielochsee         |
| Jetsch                  | –                         | Ortsteil     | Amt Unterspreewald Kasel-Golzig                   |
| Kablow                  | –                         | Ortsteil     | Königs Wusterhausen                               |
| Kablow-Ziegelei         | –                         | Gemeindeteil | Königs Wusterhausen                               |
| Kaden                   | –                         | Gemeindeteil | Luckau                                            |
| Kannomühle              | Kanowy Młyn               | Wohnplatz    | Amt Lieberose/Oberspreewald Alt Zauche-Wußwerk    |
| Karche                  | –                         | Wohnplatz    | Luckau                                            |
| Karche-Zaacko           | –                         | Ortsteil     | Luckau                                            |
| Karlshof                | –                         | Gemeindeteil | Schönefeld                                        |
| Kasel-Golzig            | –                         | Gemeinde     | Amt Unterspreewald Kasel-Golzig                   |
| Kaupen                  | Kupy                      | Gemeindeteil | Amt Lieberose/Oberspreewald Byhleguhre-Byhlen     |
| Kiefernring             | –                         | Wohnplatz    | Mittenwalde                                       |
| Kiekebusch              | –                         | Ortsteil     | Schönefeld                                        |
| Kietz                   | –                         | Wohnplatz    | Amt Unterspreewald Unterspreewald                 |
| Kietz                   | Kice                      | Gemeindeteil | Amt Lieberose/Oberspreewald Neu Zauche            |
| Klärwerk                | –                         | Wohnplatz    | Schönefeld                                        |
| Klein Besten            | –                         | Gemeindeteil | Bestensee                                         |
| Klein Köris             | –                         | Gemeindeteil | Amt Schenkenländchen Groß Köris                   |
| Klein Leine             | Małe Linje                | Ortsteil     | Märkische Heide                                   |
| Klein Leuthen           | Lutolk                    | Gemeindeteil | Märkische Heide                                   |
| Klein Liebitz           | Małe Libice               | Gemeindeteil | Amt Lieberose/Oberspreewald Schwielochsee         |
| Klein Lubolz            | Małe Lubolce              | Wohnplatz    | Lübben (Spreewald)                                |
| Kleinwasserburg         | –                         | Wohnplatz    | Amt Schenkenländchen Münchehofe                   |
| Kleine Mühle            | –                         | Wohnplatz    | Amt Unterspreewald Drahnsdorf                     |
| Kleine Mühle            | –                         | Wohnplatz    | Heideblick                                        |
| Kleine Mühle            | –                         | Wohnplatz    | Amt Schenkenländchen Teupitz                      |
| Klein-Eichholz          | –                         | Gemeindeteil | Heidesee                                          |
| Kleinziethen            | –                         | Gemeindeteil | Schönefeld                                        |
| Kohlgarten              | –                         | Wohnplatz    | Amt Schenkenländchen Teupitz                      |
| Kokainz                 | Kokańc                    | Gemeindeteil | Amt Lieberose/Oberspreewald Byhleguhre-Byhlen     |
| Kolberg                 | –                         | Ortsteil     | Heidesee                                          |
| Kolberger Ablage        | –                         | Wohnplatz    | Heidesee                                          |
| Königs Wusterhausen     | –                         | Stadt        | Königs Wusterhausen                               |
| Konstantinshorst        | –                         | Wohnplatz    | Heideblick                                        |
| Koplin                  | –                         | Wohnplatz    | Amt Unterspreewald Unterspreewald                 |
| Körbiskrug              | –                         | Gemeindeteil | Königs Wusterhausen                               |
| Köthen                  | –                         | Gemeindeteil | Amt Schenkenländchen Märkisch Buchholz            |
| Krausnick               | –                         | Ortsteil     | Amt Unterspreewald Krausnick-Groß Wasserburg      |
| Kreblitz                | –                         | Ortsteil     | Luckau                                            |
| Krossen                 | –                         | Gemeindeteil | Amt Unterspreewald Drahnsdorf                     |
| Krugau                  | Dubrawa                   | Ortsteil     | Märkische Heide                                   |
| Krummensee              | –                         | Gemeindeteil | Mittenwalde                                       |
| Kümmritz                | –                         | Ortsteil     | Luckau                                            |
| Kuschkow                | Kuškow                    | Ortsteil     | Märkische Heide                                   |
| Laasow                  | Łaz                       | Ortsteil     | Amt Lieberose/Oberspreewald Spreewaldheide        |
| Lamsfeld                | Njagluz                   | Gemeindeteil | Amt Lieberose/Oberspreewald Schwielochsee         |
| Lamsfeld-Groß Liebitz   | Njagluz-Wjelike Libice    | Ortsteil     | Amt Lieberose/Oberspreewald Schwielochsee         |
| Landwehr                | –                         | Gemeindeteil | Amt Unterspreewald Golßen                         |
| Langengrassau           | –                         | Ortsteil     | Heideblick                                        |
| Lebersee                | –                         | Wohnplatz    | Amt Schenkenländchen Teupitz                      |
| Leeskow                 | –                         | Ortsteil     | Amt Lieberose/Oberspreewald Jamlitz               |
| Lehnigksberg            | Lenikowa Góra             | Wohnplatz    | Lübben (Spreewald)                                |
| Leibchel                | Lubochol                  | Ortsteil     | Märkische Heide                                   |
| Leibsch                 | –                         | Ortsteil     | Amt Unterspreewald Unterspreewald                 |
| Leibsch-Damm            | –                         | Gemeindeteil | Amt Unterspreewald Unterspreewald                 |
| Lieberose               | –                         | Stadt        | Amt Lieberose/Oberspreewald Lieberose             |
| Liepe                   | –                         | Wohnplatz    | Bestensee                                         |
| Löpten                  | –                         | Ortsteil     | Amt Schenkenländchen Groß Köris                   |
| Lübben (Spreewald)      | Lubin (Błota)             | Stadt        | Lübben (Spreewald)                                |
| Lubolz                  | Lubolce                   | Ortsteil     | Lübben (Spreewald)                                |
| Luckau                  | –                         | Stadt        | Luckau                                            |
| Mahlsdorf               | –                         | Ortsteil     | Amt Unterspreewald Golßen                         |
| Marienhof               | –                         | Wohnplatz    | Bestensee                                         |
| Märkisch Buchholz       | –                         | Stadt        | Amt Schenkenländchen Märkisch Buchholz            |
| Massow                  | –                         | Gemeindeteil | Amt Schenkenländchen Halbe                        |
| Miersdorf               | –                         | Gemeindeteil | Zeuthen                                           |
| Miersdorfer Werder      | –                         | Wohnplatz    | Zeuthen                                           |
| Mittelmühle             | –                         | Wohnplatz    | Amt Schenkenländchen Teupitz                      |
| Mittenwalde             | –                         | Stadt        | Mittenwalde                                       |
| Möbiusmühle             | –                         | Wohnplatz    | Heideblick                                        |
| Mochlitz                | –                         | Gemeindeteil | Amt Lieberose/Oberspreewald Jamlitz               |
| Mochow                  | Mochow                    | Ortsteil     | Amt Lieberose/Oberspreewald Schwielochsee         |
| Motzen                  | –                         | Ortsteil     | Mittenwalde                                       |
| Mühlendorf              | Rězaki                    | Gemeindeteil | Amt Lieberose/Oberspreewald Byhleguhre-Byhlen     |
| Münchehofe              | –                         | Gemeinde     | Amt Schenkenländchen Münchehofe                   |
| Münchhofe               | –                         | Gemeindeteil | Amt Lieberose/Oberspreewald Lieberose             |
| Neu Bückchen            | Nowa Bukowka              | Wohnplatz    | Märkische Heide                                   |
| Neu-Byhleguhre          | Běła Górka                | Gemeindeteil | Amt Lieberose/Oberspreewald Byhleguhre-Byhlen     |
| Neu Kamerun             | –                         | Wohnplatz    | Bestensee                                         |
| Neu Kamerun             | –                         | Wohnplatz    | Königs Wusterhausen                               |
| Neu Lübbenau            | –                         | Ortsteil     | Amt Unterspreewald Unterspreewald                 |
| Neu Schadow             | Nowy Škódow               | Gemeindeteil | Märkische Heide                                   |
| Neu Zauche              | Nowa Niwa                 | Gemeinde     | Amt Lieberose/Oberspreewald Neu Zauche            |
| Neubrück                | Nowy Móst                 | Wohnplatz    | Amt Lieberose/Oberspreewald Schwielochsee         |
| Neubrück                | –                         | Wohnplatz    | Amt Schenkenländchen Groß Köris                   |
| Neue Mühle              | –                         | Gemeindeteil | Königs Wusterhausen                               |
| Neuendorf               | Nowa Wjas                 | Ortsteil     | Lübben (Spreewald)                                |
| Neuendorf               | –                         | Ortsteil     | Amt Schenkenländchen Teupitz                      |
| Neuendorf am See        | –                         | Ortsteil     | Amt Unterspreewald Unterspreewald                 |
| Neuköthen               | –                         | Wohnplatz    | Amt Schenkenländchen Märkisch Buchholz            |
| Neukrug                 | Nowa Kjarcma              | Wohnplatz    | Märkische Heide                                   |
| Neumühle                | –                         | Gemeindeteil | Heideblick                                        |
| Neumühle                | Nowy Młyn                 | Wohnplatz    | Amt Lieberose/Oberspreewald Schwielochsee         |
| Neuschulzendorf         | –                         | Wohnplatz    | Schulzendorf                                      |
| Neusorgefeld            | –                         | Gemeindeteil | Heideblick                                        |
| Neustadt                | –                         | Wohnplatz    | Heidesee                                          |
| Niederlehme             | –                         | Ortsteil     | Königs Wusterhausen                               |
| Niewitz                 | –                         | Ortsteil     | Amt Unterspreewald Bersteland                     |
| Obermühle               | –                         | Wohnplatz    | Heideblick                                        |
| Oderin                  | –                         | Ortsteil     | Amt Schenkenländchen Halbe                        |
| Papiermühle             | –                         | Gemeindeteil | Heideblick                                        |
| Paserin                 | –                         | Ortsteil     | Luckau                                            |
| Pätz                    | –                         | Ortsteil     | Bestensee                                         |
| Pechhütte               | –                         | Gemeindeteil | Heideblick                                        |
| Pechhütte               | Smólnica                  | Wohnplatz    | Amt Lieberose/Oberspreewald Neu Zauche            |
| Pelkwitz                | –                         | Gemeindeteil | Luckau                                            |
| Petkamsberg             | –                         | Wohnplatz    | Amt Unterspreewald Schlepzig                      |
| Pintschens Quell        | Pintšowe Žrědło           | Wohnplatz    | Amt Lieberose/Oberspreewald Byhleguhre-Byhlen     |
| Pitschen-Pickel         | –                         | Ortsteil     | Heideblick                                        |
| Pittchenmühle           | –                         | Wohnplatz    | Mittenwalde                                       |
| Pläns                   | –                         | Wohnplatz    | Heidesee                                          |
| Plattkow                | Błotko                    | Ortsteil     | Märkische Heide                                   |
| Poltermühle             | –                         | Wohnplatz    | Heideblick                                        |
| Pretschen               | Mrocna                    | Ortsteil     | Märkische Heide                                   |
| Prieros                 | –                         | Ortsteil     | Heidesee                                          |
| Prierosbrück            | –                         | Wohnplatz    | Heidesee                                          |
| Prieroser Mühle         | –                         | Wohnplatz    | Heidesee                                          |
| Prieros-Ziegelei        | –                         | Wohnplatz    | Heidesee                                          |
| Prierow                 | –                         | Gemeindeteil | Amt Unterspreewald Golßen                         |
| Radensdorf              | Radom                     | Ortsteil     | Lübben (Spreewald)                                |
| Ragow                   | –                         | Ortsteil     | Mittenwalde                                       |
| Rankenheim              | –                         | Wohnplatz    | Amt Schenkenländchen Groß Köris                   |
| Ratsvorwerk             | Raźiny Wudwór             | Wohnplatz    | Lübben (Spreewald)                                |
| Reichwalde              | –                         | Ortsteil     | Amt Unterspreewald Bersteland                     |
| Ressen                  | Rjasne                    | Gemeindeteil | Amt Lieberose/Oberspreewald Schwielochsee         |
| Ressen-Zaue             | Rjasne-Cowje              | Ortsteil     | Amt Lieberose/Oberspreewald Schwielochsee         |
| Rickshausen             | –                         | Gemeindeteil | Amt Unterspreewald Bersteland                     |
| Riedebeck               | –                         | Ortsteil     | Heideblick                                        |
| Rietze                  | –                         | Wohnplatz    | Amt Unterspreewald Rietzneuendorf-Staakow         |
| Rietzneuendorf          | –                         | Ortsteil     | Amt Unterspreewald Rietzneuendorf-Staakow         |
| Rohrlake                | –                         | Wohnplatz    | Mittenwalde                                       |
| Rosenhof                | Rožowy Dwór               | Wohnplatz    | Amt Lieberose/Oberspreewald Byhleguhre-Byhlen     |
| Rotberg                 | –                         | Gemeindeteil | Schönefeld                                        |
| Röthegrund              | –                         | Gemeindeteil | Wildau                                            |
| Rüdingsdorf             | –                         | Ortsteil     | Luckau                                            |
| Rungemühle              | –                         | Wohnplatz    | Heideblick                                        |
| Sacrow                  | Zakrjow                   | Ortsteil     | Amt Lieberose/Oberspreewald Spreewaldheide        |
| Sagritz                 | –                         | Gemeindeteil | Amt Unterspreewald Golßen                         |
| Sando                   | –                         | Wohnplatz    | Luckau                                            |
| Sandoer Vorstadt        | –                         | Wohnplatz    | Luckau                                            |
| Sandschäferei           | –                         | Wohnplatz    | Heidesee                                          |
| Schäcksdorf             | –                         | Gemeindeteil | Amt Unterspreewald Drahnsdorf                     |
| Schäferei Karlshof      | –                         | Wohnplatz    | Heideblick                                        |
| Schenkendorf            | –                         | Ortsteil     | Mittenwalde                                       |
| Schenkendorf            | –                         | Gemeindeteil | Amt Unterspreewald Steinreich                     |
| Schiebsdorf             | –                         | Ortsteil     | Amt Unterspreewald Kasel-Golzig                   |
| Schlabendorf am See     | –                         | Ortsteil     | Luckau                                            |
| Schlepzig               | Slopišća                  | Gemeinde     | Amt Unterspreewald Schlepzig                      |
| Schliebenbusch          | –                         | Wohnplatz    | Heidesee                                          |
| Schollen                | –                         | Gemeindeteil | Luckau                                            |
| Schönefeld              | –                         | Ortsteil     | Schönefeld                                        |
| Schöneiche              | –                         | Gemeindeteil | Amt Unterspreewald Steinreich                     |
| Schönerlinde            | –                         | Wohnplatz    | Amt Unterspreewald Steinreich                     |
| Schönwalde              | –                         | Ortsteil     | Amt Unterspreewald Schönwald                      |
| Schuhlen                | Skulin                    | Gemeindeteil | Märkische Heide                                   |
| Schuhlen-Wiese          | Skulin-Łuka               | Ortsteil     | Märkische Heide                                   |
| Schulzendorf            | –                         | Gemeinde     | Schulzendorf                                      |
| Schwartzkopffsiedlung   | –                         | Gemeindeteil | Wildau                                            |
| Schwarzenburg           | –                         | Gemeindeteil | Heideblick                                        |
| Schweizerhaus           | –                         | Wohnplatz    | Amt Lieberose/Oberspreewald Lieberose             |
| Schwerin                | –                         | Gemeinde     | Amt Schenkenländchen Schwerin                     |
| Schweriner Horst        | –                         | Wohnplatz    | Amt Schenkenländchen Schwerin                     |
| Seebadsiedlung          | –                         | Wohnplatz    | Mittenwalde                                       |
| Selchow                 | –                         | Ortsteil     | Schönefeld                                        |
| Sellendorf              | –                         | Ortsteil     | Amt Unterspreewald Steinreich                     |
| Senzig                  | –                         | Ortsteil     | Königs Wusterhausen                               |
| Siedlung                | –                         | Wohnplatz    | Luckau                                            |
| Siedlung                | Sedlišćo                  | Gemeindeteil | Amt Lieberose/Oberspreewald Byhleguhre-Byhlen     |
| Siedlung                | –                         | Wohnplatz    | Amt Schenkenländchen Märkisch Buchholz            |
| Siedlung am Dolgenhorst | –                         | Wohnplatz    | Heidesee                                          |
| Siedlung Eichberg       | –                         | Wohnplatz    | Schulzendorf                                      |
| Siedlung Hubertus       | –                         | Gemeindeteil | Schönefeld                                        |
| Siedlung Kienberg       | –                         | Gemeindeteil | Schönefeld                                        |
| Siedlung Uhlenhorst     | –                         | Wohnplatz    | Heidesee                                          |
| Siedlung Waldesruh      | –                         | Wohnplatz    | Königs Wusterhausen                               |
| Siedlung Waldfrieden    | –                         | Wohnplatz    | Heidesee                                          |
| Siedlung Waltersdorf    | –                         | Gemeindeteil | Schönefeld                                        |
| Siegadel                | Sekadło                   | Gemeindeteil | Amt Lieberose/Oberspreewald Schwielochsee         |
| Sorge                   | –                         | Gemeindeteil | Heideblick                                        |
| Speichrow               | Spěcharjow                | Ortsteil     | Amt Lieberose/Oberspreewald Schwielochsee         |
| Staakmühle              | –                         | Gemeindeteil | Amt Schenkenländchen Halbe                        |
| Staakow                 | –                         | Ortsteil     | Amt Unterspreewald Rietzneuendorf-Staakow         |
| Steinbergsiedlung       | –                         | Wohnplatz    | Königs Wusterhausen                               |
| Steinkirchen            | Kamjena                   | Ortsteil     | Lübben (Spreewald)                                |
| Stöbritz                | –                         | Wohnplatz    | Luckau                                            |
| Stockshof               | –                         | Wohnplatz    | Amt Lieberose/Oberspreewald Lieberose             |
| Straupitz (Spreewald)   | Tšupc                     | Gemeinde     | Amt Lieberose/Oberspreewald Straupitz (Spreewald) |
| Streganz                | –                         | Ortsteil     | Heidesee                                          |
| Streganzberg            | –                         | Wohnplatz    | Heidesee                                          |
| Streganz-Pechhütte      | –                         | Wohnplatz    | Heidesee                                          |
| Teiselsmühle            | –                         | Wohnplatz    | Heideblick                                        |
| Telz                    | –                         | Ortsteil     | Mittenwalde                                       |
| Terpt                   | –                         | Ortsteil     | Luckau                                            |
| Teupitz                 | –                         | Stadt        | Amt Schenkenländchen Teupitz                      |
| Teurow                  | –                         | Gemeindeteil | Amt Schenkenländchen Halbe                        |
| Thiekesiedlung          | –                         | Wohnplatz    | Schönefeld                                        |
| Tollkrug                | –                         | Gemeindeteil | Schönefeld                                        |
| Töpchin                 | –                         | Ortsteil     | Mittenwalde                                       |
| Töpchin-Siedlung        | –                         | Wohnplatz    | Mittenwalde                                       |
| Tornow                  | –                         | Ortsteil     | Amt Schenkenländchen Teupitz                      |
| Trebbinchen             | –                         | Gemeindeteil | Heideblick                                        |
| Trebitz                 | –                         | Ortsteil     | Amt Lieberose/Oberspreewald Lieberose             |
| Treppendorf             | Rańchow                   | Ortsteil     | Lübben (Spreewald)                                |
| Tugam                   | –                         | Gemeindeteil | Luckau                                            |
| Uckley                  | –                         | Wohnplatz    | Königs Wusterhausen                               |
| Uckro                   | –                         | Ortsteil     | Luckau                                            |
| Ullersdorf              | –                         | Ortsteil     | Amt Lieberose/Oberspreewald Jamlitz               |
| Untermühle              | –                         | Wohnplatz    | Heideblick                                        |
| Villa Waldhaus          | –                         | Wohnplatz    | Heideblick                                        |
| Vogelsang               | –                         | Wohnplatz    | Mittenwalde                                       |
| Vordermühle             | –                         | Wohnplatz    | Amt Unterspreewald Drahnsdorf                     |
| Vordersiedlung          | –                         | Gemeindeteil | Bestensee                                         |
| Vorwerk                 | –                         | Gemeindeteil | Schönefeld                                        |
| Vorwerk Amalienhof      | Wudwór Amalijiny Dwór     | Wohnplatz    | Märkische Heide                                   |
| Walddrehna              | –                         | Ortsteil     | Heideblick                                        |
| Waldeck                 | –                         | Gemeindeteil | Mittenwalde                                       |
| Waldow                  | Waldow                    | Ortsteil     | Amt Lieberose/Oberspreewald Spreewaldheide        |
| Waldow/Brand            | –                         | Ortsteil     | Amt Unterspreewald Schönwald                      |
| Waldschänke             | Gólna Kjarcma             | Wohnplatz    | Amt Lieberose/Oberspreewald Alt Zauche-Wußwerk    |
| Waldsiedlung            | –                         | Gemeindeteil | Wildau                                            |
| Waltersdorf             | –                         | Ortsteil     | Heideblick                                        |
| Waltersdorf             | –                         | Ortsteil     | Schönefeld                                        |
| Wanninchen              | –                         | Wohnplatz    | Luckau                                            |
| Waßmannsdorf            | –                         | Ortsteil     | Schönefeld                                        |
| Wehnsdorf               | –                         | Gemeindeteil | Heideblick                                        |
| Weinberg                | Winica                    | Gemeindeteil | Amt Lieberose/Oberspreewald Neu Zauche            |
| Weißack                 | –                         | Ortsteil     | Heideblick                                        |
| Wenzlow                 | –                         | Gemeindeteil | Heidesee                                          |
| Wernsdorf               | –                         | Ortsteil     | Königs Wusterhausen                               |
| Wierigsdorf             | –                         | Ortsteil     | Luckau                                            |
| Wiese                   | Łuka                      | Gemeindeteil | Märkische Heide                                   |
| Wildau                  | –                         | Stadt        | Wildau                                            |
| Wilhelminenhofer Weg    | –                         | Wohnplatz    | Amt Schenkenländchen Groß Köris                   |
| Wilhelmshof             | –                         | Wohnplatz    | Amt Unterspreewald Kasel-Golzig                   |
| Willmersdorf            | –                         | Wohnplatz    | Luckau                                            |
| Willmersdorf-Stöbritz   | –                         | Ortsteil     | Luckau                                            |
| Wittmannsdorf           | –                         | Gemeindeteil | Luckau                                            |
| Wittmannsdorf           | Witanojce                 | Gemeindeteil | Märkische Heide                                   |
| Wittmannsdorf-Bückchen  | Witanojce-Bukowka         | Ortsteil     | Märkische Heide                                   |
| Wolfs Ziegelei          | –                         | Wohnplatz    | Amt Unterspreewald Bersteland                     |
| Wolzig                  | –                         | Ortsteil     | Heidesee                                          |
| Wolziger Kolonie        | –                         | Wohnplatz    | Heidesee                                          |
| Wußwerk                 | Wózwjerch                 | Ortsteil     | Amt Lieberose/Oberspreewald Alt Zauche-Wußwerk    |
| Wüstemark               | –                         | Wohnplatz    | Zeuthen                                           |
| Wüstermarke             | –                         | Ortsteil     | Heideblick                                        |
| Wutscherogge            | –                         | Wohnplatz    | Amt Unterspreewald Unterspreewald                 |
| Zaacko                  | –                         | Wohnplatz    | Luckau                                            |
| Zauche                  | –                         | Gemeindeteil | Amt Unterspreewald Kasel-Golzig                   |
| Zaue                    | Cowje                     | Gemeindeteil | Amt Lieberose/Oberspreewald Schwielochsee         |
| Zeesen                  | –                         | Ortsteil     | Königs Wusterhausen                               |
| Zernsdorf               | –                         | Ortsteil     | Königs Wusterhausen                               |
| Zeuthen                 | –                         | Gemeindeteil | Zeuthen                                           |
| Zeuthen                 | –                         | Gemeinde     | Zeuthen                                           |
| Zieckau                 | –                         | Ortsteil     | Luckau                                            |
| Ziegenhals              | –                         | Gemeindeteil | Königs Wusterhausen                               |
| Zöllmersdorf            | –                         | Ortsteil     | Luckau                                            |
| Zützen                  | –                         | Ortsteil     | Amt Unterspreewald Golßen                         |